# Unda
En astrogeologia, unda (plural undae, abr. UN) és una paraula llatina que significa «ona» que la Unió Astronòmica Internacional (UAI) utilitza per indicar un camp de dunes, o més generalment formacions o estructures ondulatòries a la superfície d'un cos planetari.
A l'abril de 2018, la UAI tenia reconegudes 13 undae, i només s'han trobat a Venus, Mart i Tità.

## Venus
Només hi ha dues undae nomenades oficialment a Venus, totes amb nom de deesses. L'antiga formació «Ningal Undae» va ser reclassificada oficialment com a linea el 2010 i va canviar de nom a «Ningal Lineae».
| Undae         | Latitud | Longitud | Diàmetre (km) | Epònim                                                    | Referències |
| ------------- | ------- | -------- | ------------- | --------------------------------------------------------- | ----------- |
| Al-Uzza Undae | 67,7 N  | 90,5 E   | 150           | Al-Uzza, deessa del desert àrab                           | 153         |
| Menat Undae   | 24,8 S  | 339,4 E  | 100           | Menat, deessa egípcia coneguda també com Athor            | 3834        |
| Ningal Undae  | 9 N     | 60,7 E   | 225           | Ningal, deessa sumèria Reclassificada com a linea el 2010 | 4289        |

## Mart
Hi ha sis undae anomenades oficialment a Mart, amb noms de les clàssiques característiques d'albedo.
| Undae             | Latitud | Longitud | Diàmetre (km) | Epònim                            | Referències |
| ----------------- | ------- | -------- | ------------- | --------------------------------- | ----------- |
| Abalos Undae      | 78,52 N | 272,5 E  | 442,74        | Nom d'una característica d'albedo | 5           |
| Aspledon Undae    | 73,06 N | 309,65 E | 215,2         | Nom d'una característica d'albedo | 14279       |
| Hyperboreae Undae | 79,96 N | 310,51 E | 463,65        | Nom d'una característica d'albedo | 2611        |
| Ogygis Undae      | 49,66 S | 293,79 E | 87,7          | Nom d'una característica d'albedo | 15370       |
| Olympia Undae     | 81,16 N | 178,48 E | 1.507,96      | Nom d'una característica d'albedo | 4451        |
| Siton Undae       | 75,55 N | 297,28 E | 222,97        | Nom d'una característica d'albedo | 1280        |

A més, com a part de la missió Mars Exploration Rover, una petita duna situada al cràter Gússev ha sigut extraoficialment anomenada El Dorado. Va ser explorada pel rover Spirit entre els sols 706 i 710. El Dorado es compon de sorra negra «ben ordenada, ben arrodonida i rica en olivina».

## Tità
Hi ha cinc undae anomenades oficialment a Tità, totes amb noms de divinitats gregues relacionades amb el vent:
| Undae          | Latitud | Longitud | Diàmetre (km) | Epònim                                                            | Referències |
| -------------- | ------- | -------- | ------------- | ----------------------------------------------------------------- | ----------- |
| Aura Undae     | 13,79 N | 226,86 W | 490           | Aura, personificació de la brisa i de l'aire fresc del matí       | 15360       |
| Boreas Undae   | 6 S     | 215 W    | 260           | Bòreas, personificació del vent del nord                          | 14898       |
| Eurus Undae    | 7,5 S   | 210,3 W  | 220           | Euros, personificació del vent de l'est                           | 14899       |
| Notus Undae    | 10 S    | 211,1 W  | 530           | Notos, personificació del vent del sud                            | 14901       |
| Zephyrus Undae | 8,5 S   | 217,1 W  | 130           | Zéfir, personificació del vent de l'oest o del vent del nord-oest | 14900       |